# Ion Dincă
Ion Dincă (n. 3 noiembrie 1928, Cobia, România – d. 9 ianuarie 2007, București, România) a fost un general de armată, politician comunist român. Ion Dincă a fost membru al Partidului Comunist Român din 1947.

## Biografie
Studii: Școala Militară Politică Ineu (1948 - 1949), Cursul de locțiitori politici de regimente și instructori de M.U. (noiembrie 1950 - mai 1951), Cursul academic superior de comandanți și șefi de state majore de pe lângă Academia Militară (octombrie 1954 - octombrie 1955) și Academia Militară Generală - Facultatea de Arme Întrunite (1965 - 1968), ca șef de promoție.
Grade obținute: locotenent - 1949, locotenent major - 1950, căpitan - 1951, maior - 1952, locotenent colonel - 1954, colonel - 1959, general maior - 10 martie 1961, general-locotenent - august 1969.
Locțiitor politic al comandantului Batalionului 3 transmisiuni (mai 1950 - martie 1951), șef birou în Direcția organizare și instructaj (martie - mai 1951), șef Secție și locțiitor al șefului Direcției Organizare din D.S.P.A. (mai 1951 - octombrie 1954) și șef Secție politică Corpul 81 Artilerie a.a. (octombrie 1955 - iulie 1957)
El a îndeplinit funcția de secretar al Consiliului Politic Suprem al Armatei (iunie 1960 - iunie 1965), urmat de Ion Coman. A fost numit în 1968 în funcția de consilier militar al șefului statului.
Prin Decretul Consiliului de Stat al Republicii Populare Romîne nr. 500/1964 i s-a conferit Ordinul „23 August” clasa a III-a „pentru merite deosebite în opera de construire a socialismului, cu prilejul celei de a XX-a aniversări a eliberării patriei”.
A devenit adjunct (august 1968), prim-adjunct ( noiembrie 1970) și șef  secție al CC al PCR (1971), secretar al CC al PCR (1972 - iunie 1973), membru al CC al PCR (din 1972), membru al Consiliului de Apărare (1972-1973) și prim-secretar al Comitetului Județean de Partid din Argeș (iunie 1973 - iunie 1976). 
Între iunie 1976 - februarie 1979 a fost prim-secretar al Comitetului municipal București al P.C.R. și primar general al municipiului București. Dincă a fost ministru al construcțiilor industriale (februarie 1979 - aprilie 1980). În ultimul guvern al României comuniste, condus de Constantin Dăscălescu, a îndeplinit funcția de prim-vice-premier (aprilie 1980 - decembrie 1989).
Ion Dincă a fost deputat în Marea Adunare Națională în sesiunile din perioada 1961 - 1989. În sesiunea 1985 - 1989 a Marii Adunări Naționale, Dincă a fost membru în comisia pentru politica externă și cooperare economică internațională. În 1981, Ion Dincă a primit titlul de Erou al Muncii Socialiste și Medalia de Aur Secera și Ciocanul.
Ion Dincă a fost mai cunoscut prin porecla „Te-leagă”, întrucât nu ezita să aresteze chiar și membri importanți ai aparatului de stat. Însuși generalul Pleșiță, fostul șef al spionajului extern, a avut de-a face cu nervii lui Dincă.
A fost condamnat la 15 ani de închisoare pentru participare la reprimarea revoluției române din 1989, dar eliberat cinci ani și trei luni mai târziu, din Penitenciarul Jilava. Ulterior, s-a readaptat și a devenit consilier la firma ginerelui sau, Nicolae Badea, acționar la FC Dinamo..
A murit marți, 9 ianuarie 2007, în urma unui accident vascular, în vârstă de 79 ani și a fost înmormântat la cimitirul Ghencea Militar din București.
Are două fiice, stabilite în S.U.A.. Cele două fete ale lui Dincă, Doina (soția controversatului om de afaceri Gabriel Popoviciu) și Liliana (fosta soție a lui Nicolae Badea), erau ofițeri de contraspionaj, activând la Școala de ofițeri a Ministerului de interne, la secția dialecte arabe.

## Distincții
- Ordinul „Apărarea Patriei” clasa a III-a (6 mai 1961) „cu prilejul celei de-a 40-a aniversări de la înființarea Partidului Comunist din Romînia, pentru merite deosebite în opera de construire a socialismului”[14]
- Ordinul „23 August” clasa a III-a (10 august 1964) „pentru merite deosebite în opera de construire a socialismului, cu prilejul celei de a XX-a aniversări a eliberării patriei”[15]
- Ordinul „Tudor Vladimirescu” clasa a II-a (4 mai 1971) „cu prilejul aniversării a 50 de ani de la constituirea Partidului Comunist Român, [...] pentru merite deosebite în opera de construire a socialismului”[16]
- titlul de Erou al Muncii Socialiste (7 mai 1981) „pentru rezultatele obținute în îndeplinirea cincinalului 1976–1980, pentru contribuția deosebită adusă la înfăptuirea politicii Partidului Comunist Român de făurire a societății socialiste multilateral dezvoltate în patria noastră, cu prilejul aniversării a 60 de ani de la făurirea Partidului Comunist Român”[17]
- Medalia comemorativă „A 40-a aniversare a revoluției de eliberare socială și națională, antifascistă și antiimperialistă” (20 august 1984) „pentru contribuția deosebită adusă la înfăptuirea politicii Partidului Comunist Român de făurire a societății socialiste multilateral dezvoltate în patria noastră, cu prilejul celei de-a 40-a aniversări a revoluției de eliberare socială și națională, antifascistă și antiimperialistă”[18]
- Medalia jubiliară „25 de ani de la încheierea cooperativizării agriculturii în Republica Socialistă România” (15 iunie 1987) „pentru contribuția deosebită adusă la înfăptuirea cooperativizării agriculturii și la realizarea obiectivelor noii revoluții agrare, cu prilejul aniversării a 25 de ani de la încheierea cooperativizării agriculturii în Republica Socialistă România”[19]